# وقت الشاي الطويل المظلم للروح (رواية)
وقت الشاي الطويل المظلم للروح (بالإنجليزية: The Long Dark Tea-Time of the Soul)‏ هي رواية بوليسية خيالية ساخرة للكاتب الإنجليزي دوغلاس آدمز، نشرت عام 1988، لأول مرة عن دار نشر وليام هاينيمان. 